# Kajgana
Kajgana je jelo napravljeno od jaja (najčešće kokošijih). Pravi se tako što se jaja pre pečenja umute pa tek onda ispeku. Kajgana se pravi samo od jaja, najčešće samo uz dodatak soli i bibera. Zatupljene su i varijacije za kobasicom, slanininom ili nekom drugom vrstom suhomesnatih proizvoda ili povrća.

## Literatura
- Escoffier, Georges Auguste. Escoffier: The Complete Guide to the Art of Modern Cookery. Translated by H. L. Cracknell and R.J. Kaufmann. New York: John Wiley and Sons, 2002
- FoodMayhem.com. Chef Jody Williams Shows Me How to Steam Scramble Eggs. New York: FoodMayhem.com, 2009.
- McGee, Harold. On Food and Cooking: The Science and Lore of the Kitchen. New York: Scribner, 2004.
- Robuchon, Joël, Members of the Gastronomic Committee. Larousse Gastronomique. New York: Clarkson Potter/Publishers, 2001.